# Teofil Kondyjowski
Teofil Kondyjowski (ur. 17 lub 26 lub 27 lutego 1876 w Nowotańcu, zm. 21 lipca 1947 w Sanoku) – lekarz weterynarz, major weterynarii Wojska Polskiego.

## Życiorys
Urodził się 17 lub 26 lub 27 lutego 1876 w Nowotańcu. Był synem Walentego (rolnik i organista w Nowotańcu) i Marii z domu Krawiec. Jego rodzeństwem byli: Ludwika I (ur. 1861), Antoni (ur. 1867, urzędnik podatkowy), Rozalia (ur. 1870), Ludwika II (ur. 1873), Kacper (ur. 1878), Bronisław (ur. 1879), Wojciech (ur. 1882).
W 1901 zdał eksternistycznie egzamin dojrzałości w C. K. Gimnazjum w Sanoku. Ukończył studia na Akademii Medycyny Weterynaryjnej we Lwowie z tytułem lekarza weterynarii. 
W okresie zaboru austriackiego w ramach autonomii galicyjskiej uchwałą Rady Miejskiej w Sanoku z 20 lipca 1908 został mianowany na posadę weterynarza miejskiego w Sanoku i w kolejnych latach sprawował to stanowisko. Był członkiem oddziału sanockiego C. K. Galicyjskiego Towarzystwa Gospodarskiego oraz delegatem do komisji licencjonującej. Jako weterynarz miejski wygłaszał wykłady podczas kursu rolniczo-hodowlanego i weterynaryjnego w Sanoku w 1909.

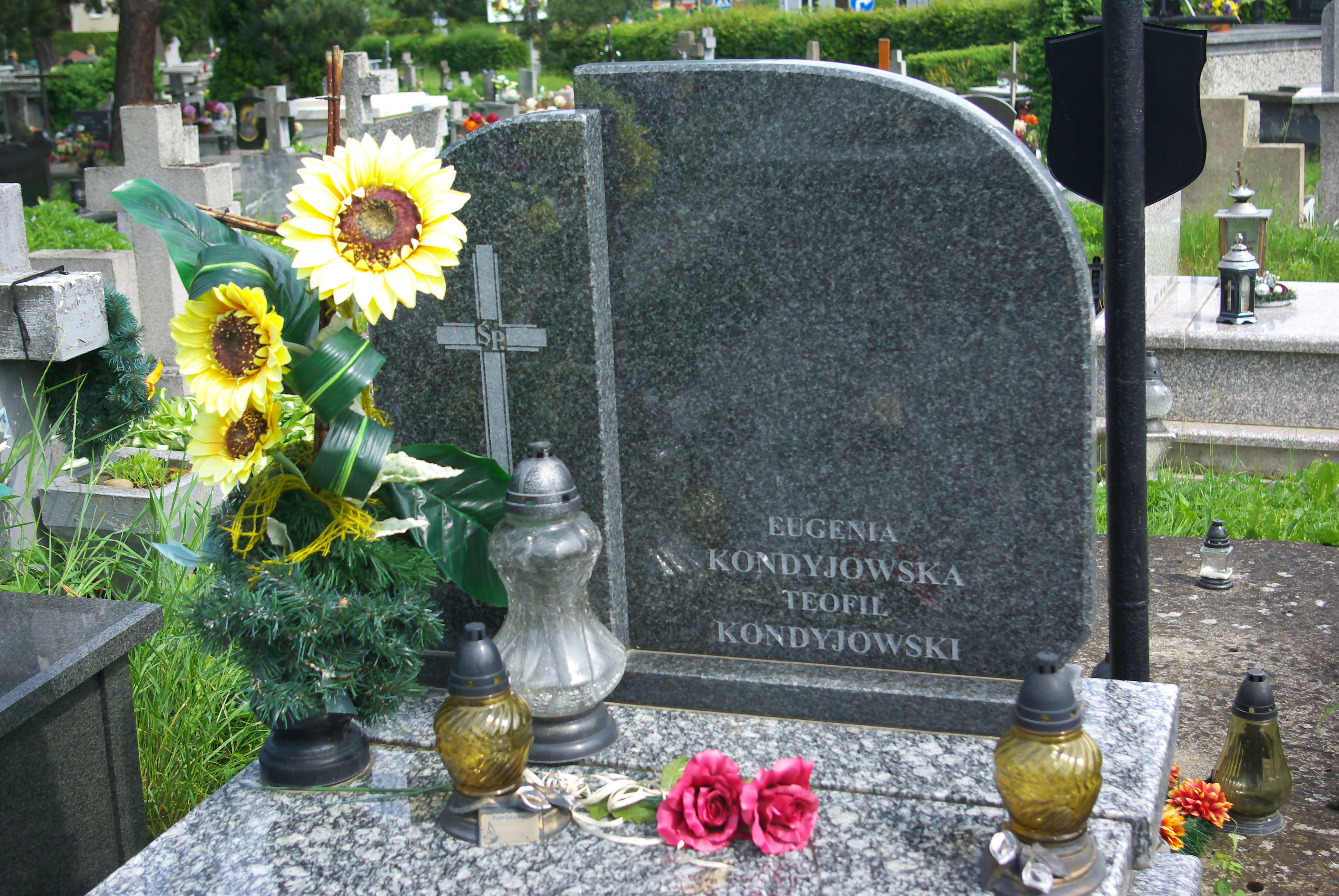
Nagrobek Teofila i Eugenii Kondyjowskich

Po zakończeniu I wojny światowej i odzyskaniu przez Polskę niepodległości został przyjęty do Wojska Polskiego. Został awansowany do stopnia kapitana lekarza weterynarii ze starszeństwem z dniem 1 czerwca 1919. Został awansowany do stopnia majora lekarza weterynarii ze starszeństwem z dniem 15 sierpnia 1924. W 1923, 1924 pełnił funkcję lekarza weterynarii w 2 pułku artylerii górskiej w Przemyślu (jako oficer przydzielony do stanu pułku z innego korpusu osobowego). W 1923, 1924 pozostawał oficerem nadetatowym w Kadrze Okręgowego Szpitala Koni nr X w Przemyślu. Był przydzielony do Dowództwa Okręgu Korpusu nr X w Przemyślu. Z dniem 30 września 1927 został przeniesiony w stan spoczynku. Jako emerytowany oficer zamieszkiwał w Sanoku. W 1934 był oficerem w stanie spoczynku w Korpusie Oficerów Weterynaryjnych grupie Lekarzy Weterynaryjnych z lokatą 1 na liście starszeństwa z dniem 15 sierpnia 1924.
Był członkiem wydziału (zarządu) Towarzystwa Szkoły Ludowej w Sanoku. Był członkiem sanockiego gniazda Polskiego Towarzystwa Gimnastycznego „Sokół” (1912, 1939), zaangażował się także w próbę reaktywacji „Sokoła” w 1946.
Na przełomie lat 20. i 30. w Sanoku był lekarzem weterynarii (przypisany do ulicy Żwirki i Wigury) i pełnił funkcję dyrektora rzeźni miejskiej.
Do końca życia zamieszkiwał przy ulicy Żwirki i Wigury 5 w Sanoku. Zmarł 21 lipca 1947 w Sanoku. Został pochowany na cmentarzu przy ul. Jana Matejki w Sanoku. Od 1 marca 1910 był żonaty z Eugenią Amalią Franciszką z domu Szczurowską (1884–1965, ur. w Wadowicach, pochodząca z Moszczańca, siostra profesora gimnazjalnego Alfonsa Szczurowskiego, nauczycielka, zm. w Sanoku). Mieli syna Antoniego Zbigniewa (ur. 1910), który był urzędnikiem kolejowym i poległ podczas II wojny światowej.